# Elecciones al Congreso de los Diputados de abril de 2019 (La Rioja)
Las elecciones al Congreso de los Diputados de 2019 se celebraron en la Comunidad Autónoma de La Rioja el domingo 28 de abril, como parte de las elecciones generales convocadas por Real Decreto dispuesto el 4 de marzo de 2019 y publicado en el Boletín Oficial del Estado el día siguiente. Se eligieron los 4 diputados del Congreso correspondientes a la circunscripción electoral de La Rioja, mediante un sistema proporcional (método d'Hondt) con listas cerradas y un umbral electoral del 3%.

## Resultados
Los comicios depararon 2 escaños al Partido Socialista Obrero Español y 1 al Partido Popular y a Ciudadanos. 
| Candidatura                                          | Candidatura                                          | Votos   | %                                       | Escaños                                 |
| ---------------------------------------------------- | ---------------------------------------------------- | ------- | --------------------------------------- | --------------------------------------- |
|                                                      | Partido Socialista Obrero Español (PSOE)             | 57 060  | 31,70                                   | 2                                       |
|                                                      | Partido Popular (PP)                                 | 47 747  | 26,53                                   | 1                                       |
|                                                      | Ciudadanos-Partido de la Ciudadanía (Cs)             | 32 063  | 17,81                                   | 1                                       |
| Unidas Podemos (Podemos-IU-Equo)                     | Unidas Podemos (Podemos-IU-Equo)                     | 21 214  | 11,79                                   | 0                                       |
| Vox (Vox)                                            | Vox (Vox)                                            | 16 156  | 8,98                                    | 0                                       |
| Partido Riojano (PR+)                                | Partido Riojano (PR+)                                | 2080    | 1,16                                    | 0                                       |
| Partido Animalista Contra el Maltrato Animal (PACMA) | Partido Animalista Contra el Maltrato Animal (PACMA) | 1377    | 0,77                                    | 0                                       |
| Escaños en Blanco (EB)                               | Escaños en Blanco (EB)                               | 383     | 0,21                                    | 0                                       |
| Recortes Cero-Grupo Verde (R0-GV)                    | Recortes Cero-Grupo Verde (R0-GV)                    | 266     | 0,15                                    | 0                                       |
| Por un Mundo Más Justo (PUM+J)                       | Por un Mundo Más Justo (PUM+J)                       | 194     | 0,11                                    | 0                                       |
| Votos válidos                                        | Votos válidos                                        | 178 540 | 100,00                                  | 4                                       |
| Votos nulos                                          | Votos nulos                                          | 2509    | Participación: · \| \| 78,11 % \| 3,40% | Participación: · \| \| 78,11 % \| 3,40% |
| Votantes                                             | Votantes                                             | 182 503 | Participación: · \| \| 78,11 % \| 3,40% | Participación: · \| \| 78,11 % \| 3,40% |
| Electores                                            | Electores                                            | 233 639 | Participación: · \| \| 78,11 % \| 3,40% | Participación: · \| \| 78,11 % \| 3,40% |
|                                                      | 78,11 %                                              |         |                                         |                                         |

## Diputados electos
Relación de diputados electos:
| N.º | Nombre                                | Lista | Lista |
| --- | ------------------------------------- | ----- | ----- |
| 1   | María Marrodán Funes                  |       | PSOE  |
| 2   | María Concepción Gamarra Ruiz-Clavijo |       | PP    |
| 3   | María Luisa Alonso García             |       | Cs    |
| 4   | Juan Cuatrecasas Asua                 |       | PSOE  |